# Partido Social Demócrata (Perú)
El Partido Socialdemócrata del Perú fue un partido político peruano de orientación socialdemócrata nacionalista. Fundado por un grupo de ciudadanos, liderados por el ex-Alcalde de Lima y candidato presidencial Luis Antonio Eguiguren Escudero. El partido triunfó en las Elecciones generales de Perú de 1936, que fueron anuladas ilegalmente por quienes ejercían el poder de facto en el Perú.

## Historia
El partido utilizó como lema: "Izquierda, Derecha y Centro: Perú unido".

### Candidato presidencial del Partido Social Demócrata

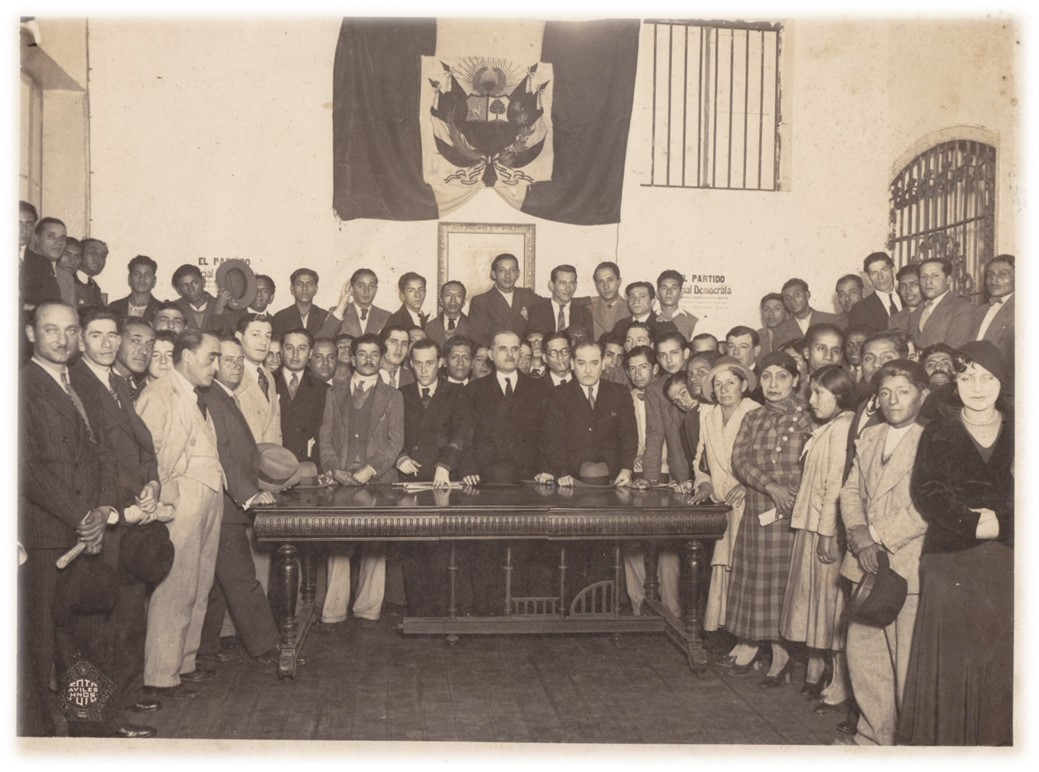
Miembros del Partido Social Demócrata (Lima Perú) en 1936. Rodean a su líder Luis Antonio Eguiguren Escudero que está en el centro.

En 1936 Sánchez Cerro habría culminado su periodo presidencial, pero fue asesinado el 30 de abril de 1933. Entonces, quien —a falta de vicepresidentes— había sido nombrado por el Congreso para ocupar la presidencia desde el 30 de abril de 1933 hasta 1936: Benavides, convocó a elecciones generales, el 11 de octubre. El candidato presidencial del Partido Social Demócrata fue Luis Antonio Eguiguren Escudero quien triunfó en los comicios.
| Elección                  | Resultado | Candidato                       | Puesto  | Porcentaje |
| ------------------------- | --------- | ------------------------------- | ------- | ---------- |
| Elecciones Generales 1936 | Ganador   | Luis Antonio Eguiguren Escudero | Primero | 37.1 %     |

## Ideario

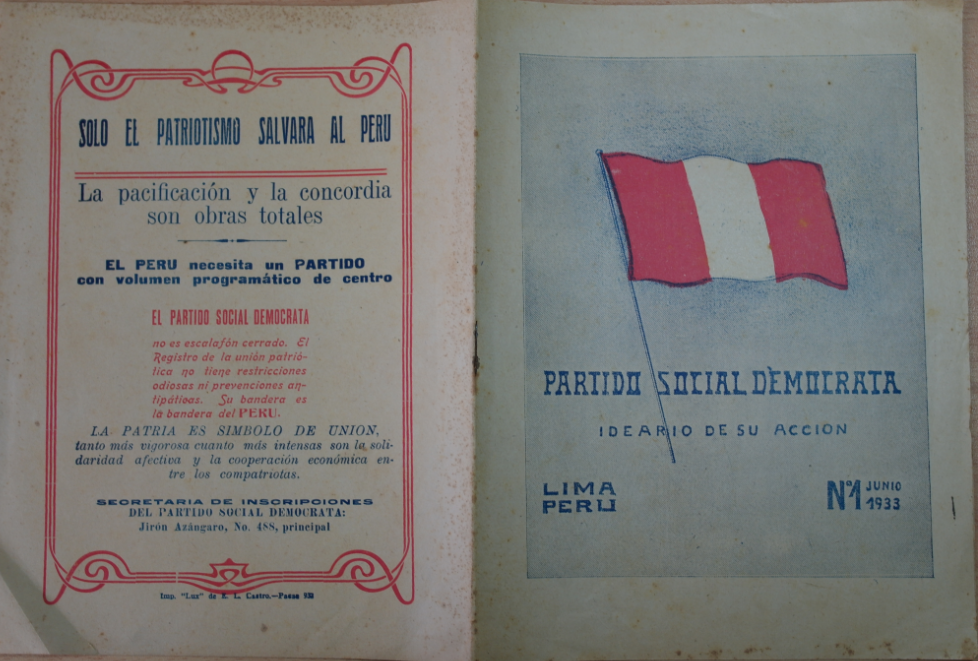
Folleto del Ideario del Partido Social Demócrata del Perú

El ideario se resumía en el lema: SOLO EL PATRIOTISMO SALVARÁ AL PERÚ; sosteniendo que «la pacificación y la concordia son obras totales». Así afirmaba el ideario: 
«Perú necesita un partido con volumen programático de centro. El Partido Social Demócrata no es un escalafón cerrado. El Registro de la unión patriótica no tiene restricciones odiosas ni prevenciones antipáticas. Su bandera es la bandera del Perú. La patria es símbolo de unión, tanto más vigorosa cuanto más intensas son la solidaridad afectiva y la cooperación económica entre los compatriotas.»